# Dorneck (huyện)
Dorneck là một trong 10 huyện thuộc bang Solothurn ở Thụy Sĩ, tọa lạc ở phía bắc bang. Cùng với huyện Thierstein, hai huyện này tạo thành Amtei (đơn vị bầu cử) Dorneck-Thierstein. Năm trong số 7 đô thị của huyện này nằm lọt trong các huyện khác, trong đó 8 đô thị nằm lọt trong tổng Basel-Country hay giáp ranh Pháp.

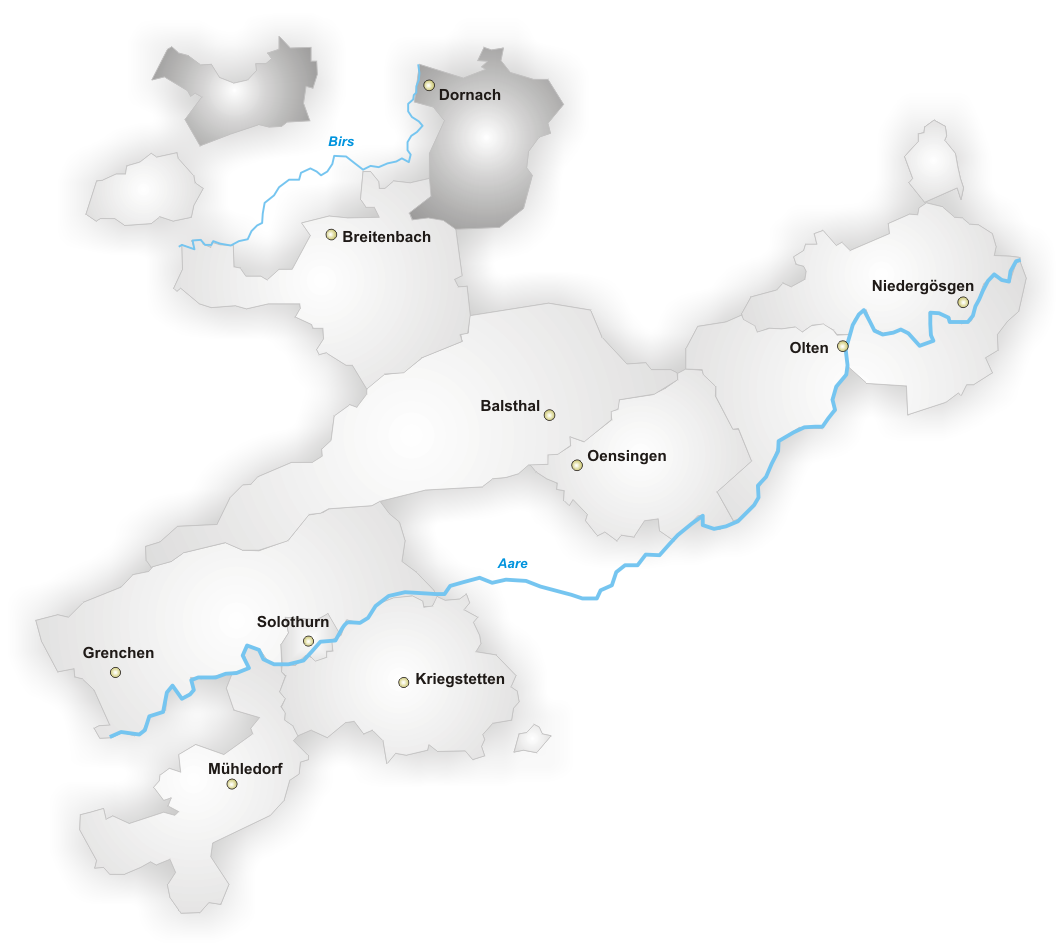
Huyện Dorneck, tổng Solothurn

Các đô thị của Dorneck

Dorneck có các đô thị sau:
| Huy hiệu             | Đô thị               | Dân số (Dec 2005) | Diện tích, km² |
| -------------------- | -------------------- | ----------------- | -------------- |
| Bättwil              | Bättwil              | 1204              | 1,69           |
| Büren SO             | Büren                | 952               | 6,22           |
| Dornach              | Dornach              | 6221              | 5,75           |
| Gempen               | Gempen               | 738               | 5,96           |
| Hochwald             | Hochwald             | 1227              | 8,28           |
| Hofstetten-Flüh      | Hofstetten-Flüh      | 2899              | 7,50           |
| Metzerlen-Mariastein | Metzerlen-Mariastein | 890               | 8,56           |
| Nuglar-St. Pantaleon | Nuglar-St. Pantaleon | 1411              | 6,34           |
| Rodersdorf           | Rodersdorf           | 1315              | 5,29           |
| Seewen               | Seewen               | 1010              | 16,39          |
| Witterswil           | Witterswil           | 1324              | 2,65           |
|                      | Total                | 19.191            | 74,63          |

Bản mẫu:Districts of the canton of Solothurn